# Chalinolobus tuberculatus
Chalinolobus tuberculatus — вид рукокрилих родини Лиликові (Vespertilionidae).

## Поширення
Країни поширення: Нова Зеландія. Мешкає в лісах. Іноді його помічали на сільськогосподарських угіддях та немісцевих плантаціях, але, як правило, недалеко від залишків рідних лісів.  

## Зовнішність
Він важить 8-12 гр.

## Поведінка. Відтворення
Повітряний комахоїдний вид, який харчується дрібними молями, мошками, комарами і жуками по лісових узліссях. Сідала лаштує в першу чергу як одиночні тварини або невеликими групами в порожнинах дерев. Самиці, як вважають, народжують одне маля на рік.

## Загрози та охорона
Загрозами є хижацтво і конкуренція введених видів, втрата середовища існування. Цей вид знаходиться під захистом закону про дику природу Нової Зеландії 1953 року.